# Ron Nyswaner
Ronald L. Nyswaner (nascido em 5 de outubro de 1956) é um roteirista e diretor de cinema americano. Ele foi indicado a vários prêmios, incluindo um Oscar, um BAFTA Award e um Primetime Emmy Award.
Ele é conhecido por seus roteiros de Smithereens (1982), Filadélfia (1993), The Painted Veil (2006), Freeheld (2015), My Policeman (2022). Ele também é conhecido como escritor e produtor das séries da Showtime Ray Donovan (2013–2015), Homeland (2017–2018) e da série dramática histórica Fellow Travelers.

## Juventude e educação
Nyswaner nasceu em Clarksville, Pensilvânia. Mais tarde, ele frequentou a Universidade de Pittsburgh e a Universidade Columbia.

## Carreira
Nyswaner escreveu seu primeiro roteiro para o filme Smithereens, de Susan Seidelman. Depois de outros dois roteiros notáveis para Swing Shift e Mrs. Soffel, ele estreou na direção com The Prince of Pennsylvania em 1988, um filme com Keanu Reeves e Fred Ward.
Nyswaner, que é abertamente gay e um ativista pelos direitos dos homossexuais, trabalhou frequentemente em filmes com temas como homossexualidade, homofobia e AIDS. Em 1993, ele ganhou destaque mundial por seu roteiro do filme vencedor do Oscar, Filadélfia, dirigido por Jonathan Demme. Isso lhe rendeu indicações ao Oscar, ao Globo de Ouro e aos BAFTA Award.
Depois de vários anos trabalhando para a televisão, escreveu o roteiro do filme The Painted Veil, de 2006, baseado no romance de W. Somerset Maugham. Ele recebeu uma indicação para o Independent Spirit Award e ganhou o prêmio do National Board of Review em 2006.
De 2015 a 2017, foi produtor executivo da série de TV da Showtime Homeland.
Em 2015, Nyswaner dirigiu o documentário She's the Best Thing in It, com Mary Louise Wilson, que coproduziu junto com Jeffrey Schwarz e Neda Armian.

## Filmografia

### Cinema
Como diretor
| Ano  | Título                     | Notas        |
| ---- | -------------------------- | ------------ |
| 1988 | The Prince of Pennsylvania |              |
| 2012 | Why Stop Now               |              |
| 2015 | She's the Best Thing in It | documentário |

Como escritor
| Ano  | Título           | Notas |
| ---- | ---------------- | ----- |
| 1982 | Smithereens      |       |
| 1984 | Mrs. Soffel      |       |
| 1989 | Gross Anatomy    |       |
| 1990 | Love Hurts       |       |
| 1993 | Filadélfia       |       |
| 2003 | Soldier's Girl   |       |
| 2006 | The Painted Veil |       |
| 2015 | Freeheld         |       |
| 2022 | My Policeman     |       |

### Televisão
| Ano       | Título                 | Notas                                              | Ref.  |
| --------- | ---------------------- | -------------------------------------------------- | ----- |
| 2006      | Filthy Gorgeous        | telefilme                                          |       |
| 2013–2014 | Ray Donovan            | escreveu 4 episódios; também co-produtor executivo |       |
| 2015–2018 | Homeland               | escreveu 9 episódios; também co-produtor executivo |       |
| 2020      | Murder on Middle Beach | apenas co-produtor executivo                       |       |
| 2023      | Fellow Travelers       | Roteirista e produtor executivo                    | [ 5 ] |

## Prêmios e indicações
| Ano  | Associações                      | Categoria                             | Nomeações                  | Resultado |
| ---- | -------------------------------- | ------------------------------------- | -------------------------- | --------- |
| 1989 | Independent Spirit Awards        | Melhor Primeiro Filme                 | The Prince of Pennsylvania | Indicado  |
| 1988 | Deauville American Film Festival | Prêmio da Crítica                     | The Prince of Pennsylvania | Indicado  |
| 1993 | Oscar                            | Melhor Roteiro Original               | Filadélfia                 | Indicado  |
| 1993 | Prêmios Globo de Ouro            | Melhor Roteiro                        | Filadélfia                 | Indicado  |
| 1993 | British Academy Film Award       | Melhor Roteiro Original               | Filadélfia                 | Indicado  |
| 1993 | Writers Guild of America Awards  | Melhor Roteiro Original               | Filadélfia                 | Indicado  |
| 2006 | Independent Spirit Award         | Melhor Roteiro                        | The Painted Veil           | Indicado  |
| 2006 | National Board of Review         | Melhor Roteiro                        | The Painted Veil           | Venceu    |
| 2015 | SXSW Film Festival               | Prêmio do Grande Júri de Documentário | She's The Best Thing in It | Indicado  |
| 2015 | Festival de Cinema de Woodstock  | Prêmio do Público                     | She's The Best Thing in It | Venceu    |
| 2014 | Writers Guild of America Awards  | Nova Série                            | Ray Donovan                | Indicado  |
| 2016 | Primetime Emmy Award             | Melhor Série de Drama                 | Homeland                   | Indicado  |